# Шмук, Криста
Кристина Шмук, чаще употребляется Криста Шмук (нем. Christa Schmuck; 26 января 1944, Зальцбург, Австрия) — немецкая саночница, выступавшая за сборную ФРГ в конце 1960-х — начале 1970-х годов. Принимала участие в зимних Олимпийских играх 1968 года в Гренобле и выиграла серебряную медаль программы женских одиночных заездов. На тех соревнованиях она финишировала только пятой, но была удостоена серебра после дисквалификации трёх саночниц сборной ГДР Ортрун Эндерляйн (первая), Анны-Марии Мюллер (вторая) и Ангелы Кнёсель (четвёртая), уличённых в разогреве полозьев саней, что по правилам запрещено. Соревновалась также на играх 1972 года Саппоро, однако по итогам всех заездов смогла подняться лишь до десятого места.
Криста Шмук является обладательницей двух медалей чемпионатов мира, в её послужном списке одна бронза (1969) и одно серебро (1970). Дважды спортсменка становилась призёркой чемпионатов Европы, в том числе один раз была первой (1967) и один раз третьей (1970). Все медали получила за состязания женских одиночных саней.